# 威廉·巴里·詹森
威廉·巴里·詹森（William Barry Jensen，1948年3月25日—）是一位美国化学家和化学史学家。